# 阿爾賓鎮區 (明尼蘇達州布朗縣)
阿爾賓鎮區（英語：Albin Township）是位於美國明尼蘇達州布朗縣的一個行政鎮區。

## 地方資料
阿爾賓鎮區的面積為92.20平方千米，當中陸地面積為89.10平方千米，而水域面積為3.10平方千米。根據2020年美國人口普查的數據，當地共有人口311人，而人口密度為每平方千米3.37人。